# Rothenburg (Familienname)
Rothenburg ist der Familienname folgender Personen:
- Adelheid von Rothenburg (1837–1891), deutsche Autorin
- Alexander Rudolf von Rothenburg (1677–1785), preußischer Landrat des Landkreises Crossen (Oder)
- Beinward von Rothenburg, Bischof von Würzburg (990–995)
- Egilbert von Rothenburg, Erzbischof von Trier (1079–1101)
- Eginhard von Rothenburg, Bischof von Würzburg (1088–1104)
- Friedrich Ernst von Rothenburg (1766–1833), deutscher Wohltäter
- Friedrich Karl von Rothenburg (vor 1695–nach 1746), deutscher Geistlicher, Koadjutor (1695–1729) und Bischof (1729–1746) des Bistums Bamberg
- Friedrich Rudolf von Rothenburg (Schriftsteller) (1796–1851), Militärschriftsteller, Kupferstecher
- Friedrich Rudolf von Rothenburg (1710–1751), preußischer Generalleutnant
- Gebhard II. von Rothenburg, Bischof von Lausanne (1220–1221)
- Guzmann von Rothenburg, Bischof von Eichstätt (1042)
- Heinrich Rothenburg (1884–1965), deutscher Politiker (DDP)
- Heinrich von Rothenburg, Bischof von Würzburg (995–1018)
- Heinz-Joachim Rothenburg (* 1944), deutscher Leichtathlet
- Heribert von Rothenburg, Bischof von Eichstätt (1022–1042)
- Hugo von Rothenburg († 990), Bischof von Würzburg (984–990)
- Karl Rothenburg (General) (1894–1941), deutscher Generalleutnant
- Karl-Heinz Graf von Rothenburg (1934–2019), deutscher Klassischer Philologe
- Keith Ronald Graf von Rothenburg Kernspecht (1945–2024), deutscher Autor, Unternehmer und Kampfkunstlehrer
- Julia Rothenburg (* 1990), deutsche Autorin
- Meinhard von Rothenburg, Bischof von Würzburg (1018–1034)
- Meir von Rothenburg (1215–1293), Rabbiner
- Nikolaus Friedrich von Rothenburg (1646–1716), französischer Feldmarschall
- Rudolf von Rothenburg, Bischof von Würzburg (882–908)
- Siegmund Adrian von Rothenburg (1745–1797), deutscher Naturforscher (Entomologe)
- Theodo von Rothenburg, Bischof von Würzburg (908–931)
- Walter Rothenburg (1889–1975), Musik-Texter, Schriftsteller und Boxpromoter